# Wolf Berger
Wolf Berger (* 17. Februar 1939 in Aschaffenburg) ist ein ehemaliger deutscher Tischtennisspieler. Er wurde Jugend-Europameister und Deutscher Meister im Mixed.

## Werdegang
Seit seinem sechsten Lebensjahr lebt Berger in Frankfurt am Main. Zunächst betrieb er mehrere Sportarten beim Verein Grün-Weiß Frankfurt. 1956 schloss er sich Eintracht Frankfurt an.
Bei der deutschen Jugendmeisterschaft 1954/55 wurde er mit Erich Arndt Vizemeister im Doppel. Bei der ersten Junioren-Europameisterschaft, die 1955 in Ruit auf den Fildern (bei Stuttgart) ausgetragen wurde, gewann er den Titel im Einzel.
Im Erwachsenenbereich ist Berger 14facher Hessenmeister, davon holte er zwei Titel im Einzel, nämlich 1958 und 1966. 1959 wurde er mit seiner Partnerin Hannelore Schlaf deutscher Meister im Mixed. 1963 belegte er im Doppel mit Otmar Stock Platz zwei. Der größte Erfolg mit Eintracht Frankfurt war die deutsche Vizemeisterschaft 1957. Von 1967 bis 1972 spielte er mit diesem Verein in der Bundesliga. Im November 1956 wurde Berger für das Länderspiel gegen die Niederlande nominiert. Hier gewann er gegen Bert Onnes und verlor gegen Wim Stoop. Bei einem weiteren Länderspiel 1963 gegen Frankreich verlor er beide Einzel.
Viele Erfolge erzielte Berger im Mixed mit seiner Schwester, der sechsfachen Nationalspielerin Marlies Berger. Mit ihr erreichte er bei der Europameisterschaft 1962 das Viertelfinale.
1974 beendete Berger seine aktive Laufbahn. Seitdem arbeitete er als Journalist, zeitweise als stellvertretender Redaktionsleiter bei der Abendpost/Nachtausgabe, später als stellvertretender Chefredakteur bei der Bild.

## Turnierergebnisse
| Verband | Veranstaltung                         | Jahr | Ort            | Land | Einzel | Doppel | Mixed         | Team |
| ------- | ------------------------------------- | ---- | -------------- | ---- | ------ | ------ | ------------- | ---- |
| FRG     | Europameisterschaft                   | 1962 | Berlin         | FRG  |        |        | Viertelfinale |      |
| FRG     | Jugend-Europameisterschaft (Junioren) | 1955 | Ruit-Stuttgart | FRG  | Gold   |        |               |      |